# Johnstown (Nebraska)
Johnstown es una villa ubicada en el condado de Brown en el estado estadounidense de Nebraska. En el Censo de 2010 tenía una población de 64 habitantes y una densidad poblacional de 46,36 personas por km².

## Geografía
Johnstown se encuentra ubicada en las coordenadas 42°34′20″N 100°3′23″O / 42.57222, -100.05639. Según la Oficina del Censo de los Estados Unidos, Johnstown tiene una superficie total de 1.38 km², de la cual 1.38 km² corresponden a tierra firme y (0%) 0 km² es agua.

## Demografía
Según el censo de 2010, había 64 personas residiendo en Johnstown. La densidad de población era de 46,36 hab./km². De los 64 habitantes, Johnstown estaba compuesto por el 96.88% blancos, el 0% eran afroamericanos, el 0% eran amerindios, el 1.56% eran asiáticos, el 0% eran isleños del Pacífico, el 0% eran de otras razas y el 1.56% pertenecían a dos o más razas. Del total de la población el 0% eran hispanos o latinos de cualquier raza.